# Paul Van Nevel
 (décembre 2020).
Si vous disposez d'ouvrages ou d'articles de référence ou si vous connaissez des sites web de qualité traitant du thème abordé ici, merci de compléter l'article en donnant les références utiles à sa vérifiabilité et en les liant à la section « Notes et références ».
Paul Van Nevel, né le 4 février 1946 à Hasselt, est un musicien, musicologue et historien de la musique belge. Il dirige le Huelgas Ensemble. 

## Biographie
Paul Van Nevel est issu d'une famille de musiciens. Son père, qui joue du violon, encourage son fils à jouer de tous les instruments. De 11 et 18 ans, il chante quatre heures par jour. Alors que son père aime Richard Wagner, son fils Paul préfère Béla Bartók.
De 1966 à 1970, Paul Van Nevel étudie la musique à Maastricht, puis la musique ancienne à la Schola Cantorum Basiliensis de Bâle, en Suisse. Pendant sa dernière année au sein de cette dernière institution, il se fait connaître en fondant le Huelgas Ensemble. Le nom de l'ensemble provient du célèbre Codex Las Huelgas, une des sources musicales les plus importantes du XIIIe siècle. L'ensemble débute avec un répertoire exceptionnellement éclectique, avant de se concentrer sur la redécouverte de perles musicales du Moyen Âge et de la Renaissance. On lui doit ainsi la version de référence du tout premier opéra, La Pellegrina. 
Paul Van Nevel est invité en tant que professeur au Conservatoire Sweelinck d'Amsterdam où il est titulaire du cours de notation musicale et d’interprétation dans la section de direction chorale. Outre ses nombreuses activités avec l’Ensemble Huelgas, Paul Van Nevel passe chaque année plusieurs mois dans les bibliothèques européennes où il transcrit et étudie la musique ancienne. Il est également invité comme chef dans de nombreuses formations, notamment le Collegium Vocale de Gand, le Nederlands Kamerkoor et le chœur du Nederlandse Bach Vereniging.
Dans ses interprétations, Paul Van Nevel essaie, autant que possible, d’associer l'esprit de l’époque à laquelle l’œuvre a été écrite, la littérature, la prononciation ancienne, le contrepoint improvisé, etc.
Paul Van Nevel remet la polyphonie en situation dans son époque de la pré-Renaissance et de la Renaissance, en rupture avec le Moyen Age jusqu’au délire : "Copernic (1473-1543) renverse le monde au propre comme au figuré. Petrucci (1466-1539) invente l’imprimerie musicale, rendant la musique accessible à tous. Le savant juif Abraham Zacuto (vers 1450 - vers 1515) élabore un 'Almanach perpetuum' grâce auquel l’homme peut prévoir l’avenir. (…) Antonio di Pietro Averlino (vers 1400 - 1469) crée la cité futuriste idéale Sforzinda dans son Trattato d’architettura. Francesco di Giorgio Martini (1439-1502) expose les règles de la perspective moderne, un tournant dans la représentation de la perception dans les arts plastiques." Paul Van Nevel : "La splendeur de la Flandre résidait dans le fait qu’elle exportait non pas des cyclistes, ni des footballeurs, mais des musiciens : des chanteurs et des compositeurs célèbres, à la réputation parfois sulfureuse, aptes à flatter les oreilles des puissants. Ils jouissaient d’une notoriété véritablement internationale, ce qui n’était pas insignifiant dans une Europe où les médias actuels n’existaient pas."
Paul Van Nevel est l'auteur d’articles et de livres traitant de la musique du Moyen Âge et de la Renaissance, notamment une monographie de Johannes Ciconia et un ouvrage destiné au grand public : Nicolas Gombert et l’Aventure de la Polyphonie franco-flamande. Actuellement, il prépare un livre sur les compositeurs franco-flamands des XVe et XVIe siècles. 
Paul Van Nevel est aussi connu comme grand amateur de cigares. Son neveu Erik Van Nevel est le directeur musical du Currende Consort.

## Distinctions
En 1994, Paul Van Nevel reçoit à Paris le prix In Honorem de l’Académie Charles-Cros. Il est aussi lauréat de plusieurs Diapasons d’or, entre autres, en 1996, pour le disque Utopia triumphans, le Cannes Classical Award pour la Missa L’Homme armé en 1998, et plusieurs « Choc » du Monde de la Musique et prix Caecilia de la presse musicale belge.

## Partitions volées
Paul Van Nevel a été condamné par défaut par un juge italien à 40 mois de prison en Italie pour le vol de partitions précieuses de la bibliothèque du Conservatoire de Bologne ; la condamnation a été connue en Belgique en été 1994. Ces partitions des XVIIe et XVIIIe siècles avaient été volées en 1988 au Civico Museo Bibliografico Musicale, où Van Nevel avait été le dernier à les consulter. Il a déclaré lui-même les avoir achetées à un prix avantageux sur un marché public à Milan ; il les a revendues en Belgique, notamment au Musée Instrumental de Bruxelles et au Conservatoire de Gand. En appel, seule la prévention de recel a été retenue contre lui et sa peine réduite.

## Discographie

### Enregistrements dédiés à un compositeur
- Agricola : A Secret Labyrinth, Huelgas Ensemble - Paul Van Nevel, Sony Vivarte 60760 (1998)
- Brumel : Missa Et ecce terrae motus, Huelgas Ensemble - Paul Van Nevel, Sony Vivarte 46348 (1991)
- Brumel : Mass Sequentia "dies irae, Huelgas Ensemble - Paul Van Nevel, Mis (2015)
- Firminus Caron : Twilight of the Middle Ages, Huelgas Ensemble - Paul Van Nevel, DHM (2016)
- Ciconia : L'Œuvre intégral, Huelgas Ensemble - Paul Van Nevel, Musique en Wallonie 80040/80044 (5 LPs) (1997)
- Jacob Clement, Huelgas Ensemble - Paul Van Nevel, Deutsche Harmonia Mundi 8869 77806 92 (2012)
- Philippus De Monte, Huelgas Ensemble - Paul Van Nevel, KB / Azymuth Sabam 0100 118 (LP)
- Demantius : Vêpres de Pentecôte, Huelgas Ensemble - Paul Van Nevel, Harmonia Mundi 901705 (2000)
- Dufay : O Gemma Lux : Intégrale des motets isorythmiques, Huelgas Ensemble - Paul Van Nevel, Harmonia Mundi 901700 (2000)
- Ferrabosco : Psaume 103 / Motets & Chansons, Huelgas Ensemble - Paul Van Nevel, Harmonia Mundi 901874 (2005)
- Festa : Magnificat / Mass Parts / Motets / Madrigals, Huelgas Ensemble - Paul Van Nevel, Sony Vivarte 53116 (1994)
- Festa : 32 Contrapunti on "La Spagna", Huelgas Ensemble - Paul Van Nevel, Harmonia Mundi 80 1799 (SACD) (2003)
- Mateo Flexha El Viejo : Las Ensaladas, El Fuego / La Negrina / La Justa, Huelgas Ensemble - Paul Van Nevel, Sony Vivarte 46699 (1991)
- Andrea Gabrieli : Penitential Psalms, Netherlands Chamber Choir / Instrumentalists from the Huelgas Ensemble - Paul van Nevel, Globe 5210 (2002)
- Gallus : Opus Musicum / Missa super Sancta Maria, Huelgas Ensemble - Paul Van Nevel, Sony Vivarte 64305 (1994)
- Gombert : Music from the Court of Charles V, Motets / Chansons / Mass for 6 Voices, Huelgas Ensemble - Paul Van Nevel, Sony Vivarte 48249 (1992)
- Jacobus de Kerle : Da pacem Domine Messes & Motets, Huelgas Ensemble - Paul Van Nevel, Harmonia Mundi 901866 (2004)
- Lassus : Lagrime di San Pietro, Huelgas Ensemble - Paul Van Nevel, Sony Vivarte 53373 (1993)
- Lassus : Il Canzoniere di Messer Francesco Petrarca, Huelgas Ensemble - Paul Van Nevel, Harmonia Mundi 901828 (2004)
- Claude Le Jeune : Le Printans (extraits), Huelgas Ensemble - Paul Van Nevel, Sony Vivarte 68259 (1996)
- Claude Le Jeune : Les Trésors de Claude Le Jeune, Huelgas Ensemble - Paul Van Nevel, Deutsche Harmonia Mundi (2014)
- Pierre de Manchicourt : Missa Veni Sancte Spiritus / Motets / Chansons, Huelgas Ensemble - Paul Van Nevel, Sony Vivarte 62694 (1997)
- Padovano : Messe à 24 voix, Huelgas Ensemble - Paul Van Nevel, Harmonia Mundi 901727 (2001)
- Perusio : Virelais, Ballades, Caccia, Huelgas Ensemble - Paul Van Nevel, Sony Vivarte 62928 (1996)
- Pipelare : Missa L'homme armé / Chansons / Motets, Huelgas Ensemble - Paul Van Nevel, Sony Vivarte 68258 (1996)
- Michael Praetorius : Magnificat, etc., Huelgas Ensemble - Paul Van Nevel, Sony Vivarte 48039 (1992)
- Rebelo : Vesper Psalms and Lamentations, Huelgas Ensemble - Paul Van Nevel, Sony Vivarte 53115 (1993)
- Jean Richafort : Requiem in memoriam Josquin Desprez, Huelgas Ensemble - Paul van Nevel, Harmonia Mundi 901730 (2003)
- Wolfgang Rihm : Et Lux, Huelgas Ensemble - Paul Van Nevel, ECM (2015)
- Cyprien de Rore : Missa Praeter rerum seriem, Huelgas Ensemble - Paul van Nevel, Harmonia Mundi 901760 (2002)
- Cyprien de Rore : Passio Domini nostri Jesu Christi secundum Johannem, Huelgas Ensemble - Paul Van Nevel, Deutsche Harmonia Mundi 7994 (2000)
- Michelangelo Rossi : La Poesia cromatica, Huelgas Ensemble - Paul van Nevel, Deutsche Harmonia Mundi 7092 (2009)

### Thématiques
- À 40 voix, Huelgas Ensemble - Paul Van Nevel, Harmonia Mundi 801954 (SACD) (2006)
- Ars Moriendi, Huelgas Ensemble - Paul Van Nevel, Alpha 270 (LP)
- The Art of the Cigar, Huelgas Ensemble - Paul Van Nevel, Sony (2011)
- Canções, Vilancicos e Motetes Portugueses, Séculos XVI-XVII, Huelgas Ensemble - Paul Van Nevel, Sony Vivarte 66288 (1994)
- Le Chansonnier de Paris, Huelgas Ensemble - Paul Van Nevel, Alpha 260 (LP)
- Le Chant de Virgile, Huelgas Ensemble - Paul Van Nevel, Harmonia Mundi 901739 (2001)
- Codex Las Huelgas, Music from 13th Century Spain, Huelgas Ensemble - Paul Van Nevel, Sony Vivarte 53341 (1993)
- Cypriot Advent Antiphons, Anonymous c.1390, Huelgas Ensemble - Paul Van Nevel, Deutsche Harmonia Mundi 7977 (1991)
- La Dissection d'un Homme armé, Six Masses after a Burgundian Song, Huelgas Ensemble - Paul Van Nevel, Sony Vivarte 45860 (1991)
- The Ear of the Huguenots, Huelgas Ensemble - Paul Van Nevel, DHM (2017)
- The Eton Choirbook, Huelgas Ensemble - Paul Van Nevel, Deutsche Harmonia Mundi 8876 540885 2 (2012)
- La Favola di Orfeo, Huelgas Ensemble - Paul Van Nevel, RCA Seon 71970 (2 CD) (1998)
- Febus Avant!, Music at the Court of Gaston Febus (1331-1391), Huelgas Ensemble - Paul Van Nevel, Sony 48195 (1992)
- L'Héritage de Petrus Alamire, Huelgas Ensemble - Paul Van Nevel, Cypres Record (2015)
- In morte di Madonna Laura, Madrigal cycle after texts of Petrarch, Huelgas Ensemble - Paul Van Nevel, Sony Vivarte 45942 (1991)
- Italia Mia, Musical Imagination in the Renaissance, Huelgas Ensemble - Paul Van Nevel, Sony Vivarte 48065 (1991)
- Lamentations de la Renaissance, Huelgas Ensemble - Paul Van Nevel, Harmonia Mundi 901682 (1999)
- Motets Wallons, Motets, conductus et pieces instrumentales: Manuscrit de l'Abbaye de St. Jacques, de Liège (XIII et XIV siècles), Musique en Wallonie 29 (LP)
- Mirabile Mysterium - A European Christmas Tale, Huelgas Ensemble - Paul Van Nevel, DHM (2014)
- The Mirror of Claudio Monteverdi, (une messe de Monterverdi et des motets de divers compositeurs), Huelgas Ensemble - Paul Van Nevel, DHM (2016)
- Music from the Court of King Janus at Nicosia (1374-1432), Huelgas Ensemble - Paul Van Nevel, Sony 53976 (1994)
- Music from the French Court of Cyprus, 1192-1489, Huelgas Ensemble - Paul Van Nevel, Alpha 264 (LP)
- Musica aldersoetste Konst, Polyphonic songs from the Low Countries, Huelgas Ensemble - Paul Van Nevel, Klara MMP 013
- Le Mystère de "Malheur me bat, Huelgas Ensemble - Paul Van Nevel, DHM (2015)
- O cieco mondo, Huelgas Ensemble - Paul Van Nevel, Deutsche Harmonia Mundi 7865 (1990)
- Praebachtorius, Huelgas Ensemble - Paul Van Nevel, Deutsche Harmonia Mundi 7579872 (2010)
- La Oreja de Zurbarán, Huelgas Ensemble - Paul Van Nevel, Cyprès 1669 (2014)
- La Pellegrina, Music for the Wedding of Ferdinando de' Medici and Christine de Lorraine, Princess of France (Florence 1589), Huelgas Ensemble - Paul Van Nevel, Sony Vivarte 63362 (2 CD) (1997)
- La Quinta essentia, Palestrina / Lassus / Ashewell, Huelgas Ensemble - Paul Van Nevel, Harmonia Mundi 901922 (2007)
- Tears of Lisbon, 16th Century Arts Songs / Traditional Fado, Huelgas Ensemble - Paul Van Nevel, Sony Vivarte 62256 (1997)
- Utopia Triumphans, The Great Polyphony of the Renaissance, Huelgas Ensemble - Paul Van Nevel, Sony Vivarte 66261 (1995)